# Kuito
Kuito (Eigenschreibweise Cuíto) ist eine Stadt im Zentrum Angolas. Bis 1975 trug sie den Namen Silva Porto. Kuito ist zudem Sitz des katholischen Bistums Kwito-Bié. Sie zählt rund 530.000 Einwohner (Stand 2019).

## Klima
|                        | Jan  | Feb  | Mär  | Apr  | Mai  | Jun  | Jul  | Aug  | Sep  | Okt  | Nov  | Dez  |   |      |
| Mittl. Temperatur (°C) | 19,5 | 19,5 | 19,5 | 19,2 | 17,5 | 15,8 | 16,1 | 18,5 | 20,8 | 20,6 | 19,4 | 19,4 | ⌀ | 18,8 |
| Mittl. Tagesmax. (°C)  | 24,8 | 24,7 | 24,5 | 25   | 25   | 24,5 | 24,9 | 27,4 | 29   | 27,1 | 24,6 | 24,3 | ⌀ | 25,5 |
| Mittl. Tagesmin. (°C)  | 14,2 | 14,4 | 14,6 | 13,5 | 10   | 7,1  | 7,4  | 9,6  | 12,6 | 14,1 | 14,3 | 14,6 | ⌀ | 12,2 |
|                        |      |      |      |      |      |      |      |      |      |      |      |      |   |      |
| Niederschlag (mm)      | 214  | 172  | 209  | 113  | 12   | 0    | 0    | 4    | 21   | 91   | 168  | 262  | Σ | 1266 |
|                        |      |      |      |      |      |      |      |      |      |      |      |      |   |      |
| Regentage (d)          | 31   | 28   | 26   | 20   | 4    | 0    | 0    | 0    | 3    | 14   | 25   | 30   | Σ | 181  |
|                        |      |      |      |      |      |      |      |      |      |      |      |      |   |      |
| Luftfeuchtigkeit (%)   | 87   | 86   | 82   | 80   | 62   | 44   | 39   | 28   | 33   | 49   | 68   | 83   | ⌀ | 61,6 |

| 14,2 |

| 14,4 |

| 14,6 |

| 13,5 |

| 10 |

| 7,1 |

| 7,4 |

| 9,6 |

| 12,6 |

| 14,1 |

| 14,3 |

| 14,6 |

| 14,2 |

| 14,4 |

| 14,6 |

| 13,5 |

| 10 |

| 7,1 |

| 7,4 |

| 9,6 |

| 12,6 |

| 14,1 |

| 14,3 |

| 14,6 |

## Geschichte
Das Gebiet gehörte zum Reich des Ovimbundu-Königs Viyé, der zum Namensgeber der Provinz Bié wurde. Im 18. Jahrhundert drang die portugiesische Kolonialmacht bis hierher vor, im Verlauf ihrer phasenweisen Expansion ins Landesinnere ihrer Kolonie Angola. 1768 trafen sich am Rande von Embala zwei portugiesische Expeditionstruppen.
Der bis dahin Embala Belmonte genannte Ort erhielt später den Namen Silva Porto, nach dem 1890 hier gestorbenen portugiesischen Afrikareisenden António Francisco da Silva Porto (1817–1890). Im frühen 20. Jahrhundert erreichte die Benguelabahn das Gebiet. Silva Porto wurde 1925 zur Stadt (Cidade) erhoben. In den folgenden Dekaden nahm die Stadt weiter Aufschwung. In den Jahren nach 1935 entstanden eine Vielzahl Bauten, darunter das Rathaus und die Filiale der Zentralbank der Kolonie (Banco de Angola), dem Vorläufer der heutigen Angolanischen Nationalbank.
Nach der Unabhängigkeit Angolas von Portugal 1975 wurde der Ort in Cuíto umbenannt. Der zeitgleich ausgebrochene Angolanische Bürgerkrieg wütete hier besonders stark. So war Kuito 1993–94 sowie 1998–99 mehrmals Schauplatz schwerer Kämpfe zwischen den Rebellen der UNITA und Regierungstruppen. Die Stadt, die vor dem Bürgerkrieg mehr als 100.000 Einwohner zählte, wurde dabei weitgehend zerstört.
Nach dem Ende des Bürgerkriegs 2002 setzte ein Wiederaufbau ein, der insbesondere seit 2007 eine stete Verbesserung der Infrastruktur brachte. 

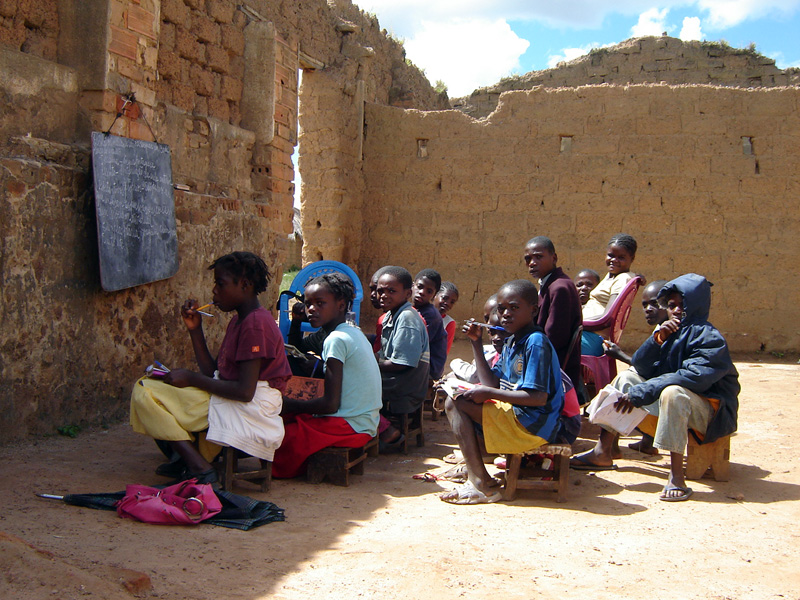
Improvisierter Schulunterricht im kriegszerstörten Kuito (2007), vor den umfangreichen Wiederaufbauten

## Verwaltung
Kuito ist Hauptstadt der Provinz Bié und zudem Sitz eines gleichnamigen Landkreises (Município). Der Kreis hat 176.296 Einwohner (2008) auf einer Fläche von 4814 km².
Folgende Gemeinden liegen im Kreis Kuito:
- Chicala
- Kambândua
- Kunje
- Kuito
- Trumba

## Kultur
Seit den späten 1960er Jahren existierte im Ort das angolanische Schallplattenpresswerk Fadiang (Fábrica de discos de Angola). Das Unternehmen betrieb in ihrem Gebäude zudem den Schallplattenladen Discoteca do Bié und einen Schallplattengroßhandel. Das Gebäude funktionierte nach der Unabhängigkeit 1975 bis 1990 als Druckerei. Seither beherbergt es die Bücherei der Provinzregierung, die hier zudem seit einigen Jahren verschiedene Kulturinitiativen beherbergt und fördert.

## Sport
Der Sportverein Sporting do Bié wurde 1915 als Filialverein des portugiesischen Klubs Sporting Lissabon gegründet. Seine erste Fußballmannschaft spielte vier vereinzelte Saisons in der obersten Profiliga Girabola, um seit 2005 wieder in der zweiten Liga, dem Gira Angola anzutreten. Das vereinseigene Estádio dos Eucalíptos fasst 16.000 Zuschauer. Zu den weiteren Sportarten zählen Basketball, Handball und Rollhockey, die im Sportkomplex des Klubs in der Avenida Sagrada Esperança beheimatet sind. Dort hat der Verein auch seine Hauptverwaltung eingerichtet.
Die Stadt Kuito unterhält zudem das Estádio Municipal do Kuito mit 9000 Plätzen.

## Verkehr
Kuito liegt an der Benguelabahn, mit seinem nördlich außerhalb der Stadt gelegenen Bahnhof (Bié).
Der Flughafen Kuito (Aeroporto de Cuíto, IATA-Code SVP) wird vor allem von der TAAG Angola Airlines für Inlandsflüge genutzt, insbesondere in die Hauptstadt Luanda.

## Söhne und Töchter der Stadt
- Rodrigo de Matos (* 1975), portugiesischer Karikaturist und Comiczeichner